# 바츨라프 하벨
바츨라프 하벨(체코어: Václav Havel, 문화어: 와쮸라브 하벨, 1936년 10월 5일~2011년 12월 18일)은 체코의 극작가로, 77 헌장의 발기인 가운데 한 사람이자 1989년 11월 체코슬로바키아에서 일어난 정치적 변화를 이끈 주요 인물로 체코슬로바키아의 마지막 대통령과 체코 공화국의 초대 대통령을 역임했다.

## 생애
바츨라프 하벨은 프라하에서 유명한 사업가 집안에서 태어났다. 아버지는 프라하의 팔라츠 루체르나(Palác Lucerna)를 세웠고 삼촌은 바란도프 영화 스튜디오(Filmové studio Barrandov)를 건립하였다. 1948년 공산주의 쿠데타 이후 바츨라프 하벨은 초등학교 이후 교육을 제대로 받을 수 없었다. 1951년에 화학 실험 전문가 과정에 입학하고 김나지움 야간 과정에서 공부하였다. 인문학 분야 고등교육 과정에 받아들여지지 않았기 때문에 체코 기술학교의 경제학과에서 잠시 공부한다. 군복무 (1957년 - 1959년)를 마친 후에 극장에서 전기 기사 겸 비서로 일했다. 처음에는 ABC 극장("Divadlo ABC")에서 1960년부터는 울타리 극장(Divadlo Na zábradlí)에서 일한다. 음악 및 극예술 아카데미(Akademie múzických umění)의 연극학과에서 극작술을 공부하며 연극에 관한 많은 논문을 썼다. 1964년 첫 작품 Zahradní slavnost(정원 파티)을 선보여 국제적인 명성을 얻었는데, 공적인 생활과 개인 생활의 기계적인 관계에 대한 신랄한 풍자를 가하고 있다. 체코의 부조리 연극을 대표하는 또 하나의 작품은 부조리한 기계적 조직에 휩쓸려든 인간을 다룬 <비망록>이다.1964년 바츨라프 하벨은 8년간 사귄 끝에 올가 슈플리할로바(Olga Šplíchalová)와 결혼한다. 첫 번째 아내인 슈플리할로바는 힘든 세월 동안 하벨을 옆에서 지킨다.

### 저항
1968년 프라하의 봄 사건 동안 독립 작가 클럽(Klub nezávislých spisovatelů)과 앙가주망 비당원 클럽(Klub angažovaných nestraníků)에서 활동했다. 소련 탱크의 프라하 봄 진압 이후 뒤따른 소위 정상화 정책(normalizace)의 시작과 함께 극장을 떠나야만 했다. 그는 타고난 대로 정치적 탄압에 맞섰다. 1975년 당시 대통령이던 구스타프 후사크(Gustáv Husák)에게 공개 편지를 썼다. 이러한 일련의 행동은 1977년 1월 77 헌장을 발표하는 것에서 절정에 달한다. 이 정치적 행위에 대한 대가로 그는 징역 5년형을 선고받았다.

### 대통령
1989년에 벨벳 혁명(Sametová revoluce)을 이끌고 1989년 12월 29일 공산주의 연방 의회(Federální shromáždění)는 바츨라프 하벨을 대통령으로 선출한다. 40년 만에 비공산주의자가 체코슬로바키아의 대통령이 되는 순간이었다. 하벨이 첫 번째로 한 일 중의 하나는 대규모 사면이었다. 수감자의 3분의 2가 풀려났다. 정치범으로 수감되었던 사람들은 자유와 함께 자신의 원래 자리로 돌아갈 수 있었다.
1990년 자유 선거에서 다시 대통령으로 선출되었다. 슬로바키아가 독립하려는 것이 분명해진 1992년 7월 20일부터 대통령직에서 물러나 몇 달간 정치계에서 떠나 있었다. 1993년 1월 26일 의회는 바츨라프 하벨을 체코 공화국의 초대 대통령으로 임명하였다.
1996년 아내 올가 하블로바는 세상을 떠났지만, 바츨라프 하벨은 심각한 종양을 성공적으로 싸워 이겨낸다. 1997년 여배우 마그마르 베슈크르노바(Dagmar Veškrnová)와 결혼한다. 1998년 다시 대통령에 임명되고 2003년 2월 2일 두 번째 임기를 마칠 때까지 대통령직을 수행한다. 경제학자 바츨라프 클라우스(Václav Klaus)가 그의 후임이 된다.
두 번째 대통령 재임 기간 동안 자신의 평화주의 입장을 수정하고 몇 번에 걸쳐 군사적 개입의 필요성을 언급한다. 특히 나토의 유고슬라비아에 대한 공격과 미국의 대 이라크전에 대해서 그러했다.
2004년 10월 제7회 서울평화상을 수상했다.
그가 서거한 뒤 2012년 기존 프라하 루지네 국제공항이 그의 이름을 본떠서 프라하 바츨라프 하벨 국제공항으로 개칭되었다.

## 작품

#### 희곡
- Rodinný večer, 1960년
- Zahradní slavnost, 1963년
- Vyrozumění, 1965년
- Ztížená možnost soustředění, 1968년
- Anděl strážný, 1968년
- Motýl na anténě, 1968년
- Spiklenci, 1971년
- Žebrácká opera, 1972년
- Audience, 1975년
- Vernisáž, 1975년
- Horský hotel, 1976년
- Protest, 1978년
- Chyba, 1983년
- Largo desolato, 1984년
- Pokoušení, 1985년
- Asanace, 1987년
- Zítra to spustíme, 1988년

#### 정치 에세이
- Dopis Gustávu Husákovi, 1975년
- Moc bezmocných, 1978년
- Politika a svědomí, 1984년
- Anatomie jedné zdrženlivosti, 1985년
- Děkovná řeč za Erasmovu cenu, 1986년
- O smyslu Charty 77, 1986년
- Příběh a totalita, 1987년
- Slovo o slovu, 1989년

#### 책
- Antikódy, 1964년
- Protokoly, 1966년
- Dopisy Olze, 1983년
- O lidskou identitu, 1984년
- Dálkový výslech, 1986년
- Do různých stran, 1989년
- Projevy, 1990년
- Letní přemítání, 1991년

## 역대 선거 결과
| 선거명      | 직책명                  | 대수 | 정당       | 1차 득표율 | 1차 득표수 | 2차 득표율 | 2차 득표수 | 결과 | 당락 |
| ----------- | ----------------------- | ---- | ---------- | ---------- | ---------- | ---------- | ---------- | ---- | ---- |
| 1989년 선거 | 체코슬로바키아의 대통령 | 10대 | 시민회의당 | 100.00%    | 323표      |            |            | 1위  |      |
| 1990년 선거 | 체코슬로바키아의 대통령 | 10대 | 시민회의당 | 61.0%      | 174표      |            |            | 1위  |      |
| 1992년 선거 | 체코슬로바키아의 대통령 | 10대 | 무소속     | -          | -표        | -          | -표        | -위  |      |
| 1993년 선거 | 체코의 대통령           | 1대  | 무소속     | 63.37%     | 109표      |            |            | 1위  |      |
| 1998년 선거 | 체코의 대통령           | 1대  | 무소속     | 70.65%     | 130표      | 100.00%    | 146표      | 1위  |      |

## 같이 보기
- 비폭력 저항